# Light Dragoons
The Light Dragoons, littéralement « Régiment des Dragons Légers) », abrégé en LD, sont un régiment de reconnaissance blindée de l'Armée britannique des Forces armées britanniques.  
Partie du Royal Armoured Corps, le quartier général régimentaire est situé à Newcastle upon Tyne en région de l'Angleterre du Nord-Est.

## Historique
The Light Dragoons est créé le 1er décembre 1992 par la fusion de deux régiments d'hussards :
- 13e/18e Royal Hussars (Queen Mary's Own)

- 15e/19e The King's Royal Hussars[2]

Membre de la force de maintien de la paix des Nations unies en Bosnie de 1993 à 2001, le régiment est déployé en Irak de 2003 à 2005, puis en Afghanistan de 2006 à 2012.
Il est stationné en 2023 à Catterick dans le Yorkshire.

## Régiments affiliés
- France – 4e Chasseurs d'Afrique
- Canada – The Royal Canadian Hussars (Montréal)